# Нанкинское десятилетие

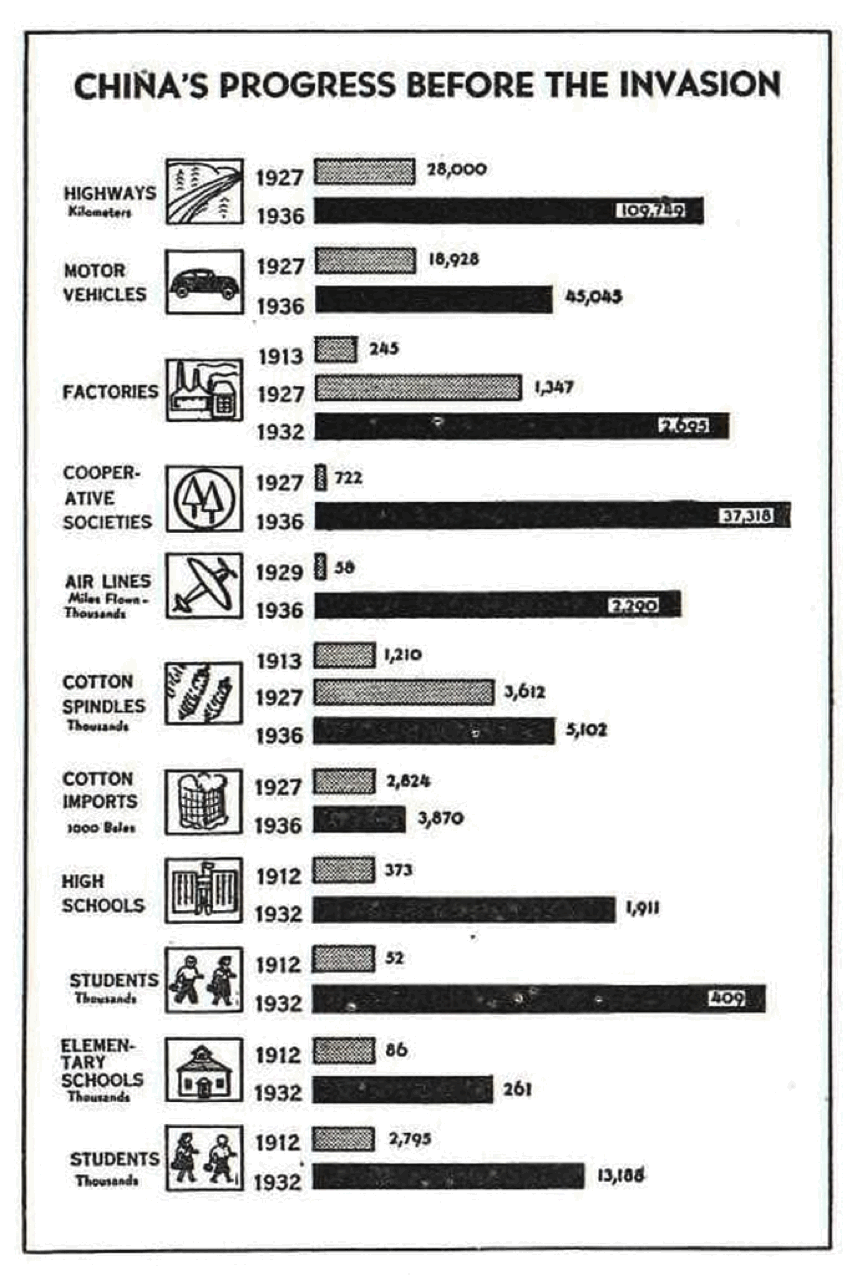
Рост экономики и образования Китая в период Нанкинского десятилетия

Нанкинское десятилетие (кит. упр. 南京十年, пиньинь Nánjīng shí nián), в историографии Тайваня часто упоминается как Золотое десятилетие (кит. упр. 黃金十年, пиньинь Huángjīn shí nián) — период истории Китайской республики. Его началом считается формальное объединение страны в 1927—1928 годах в результате осуществлённого партией Гоминьдан Северного похода под руководством Чан Кайши против Бэйянского правительства, а окончанием — начало японо-китайской войны в 1937 году.

## Укрепление власти Гоминьдана

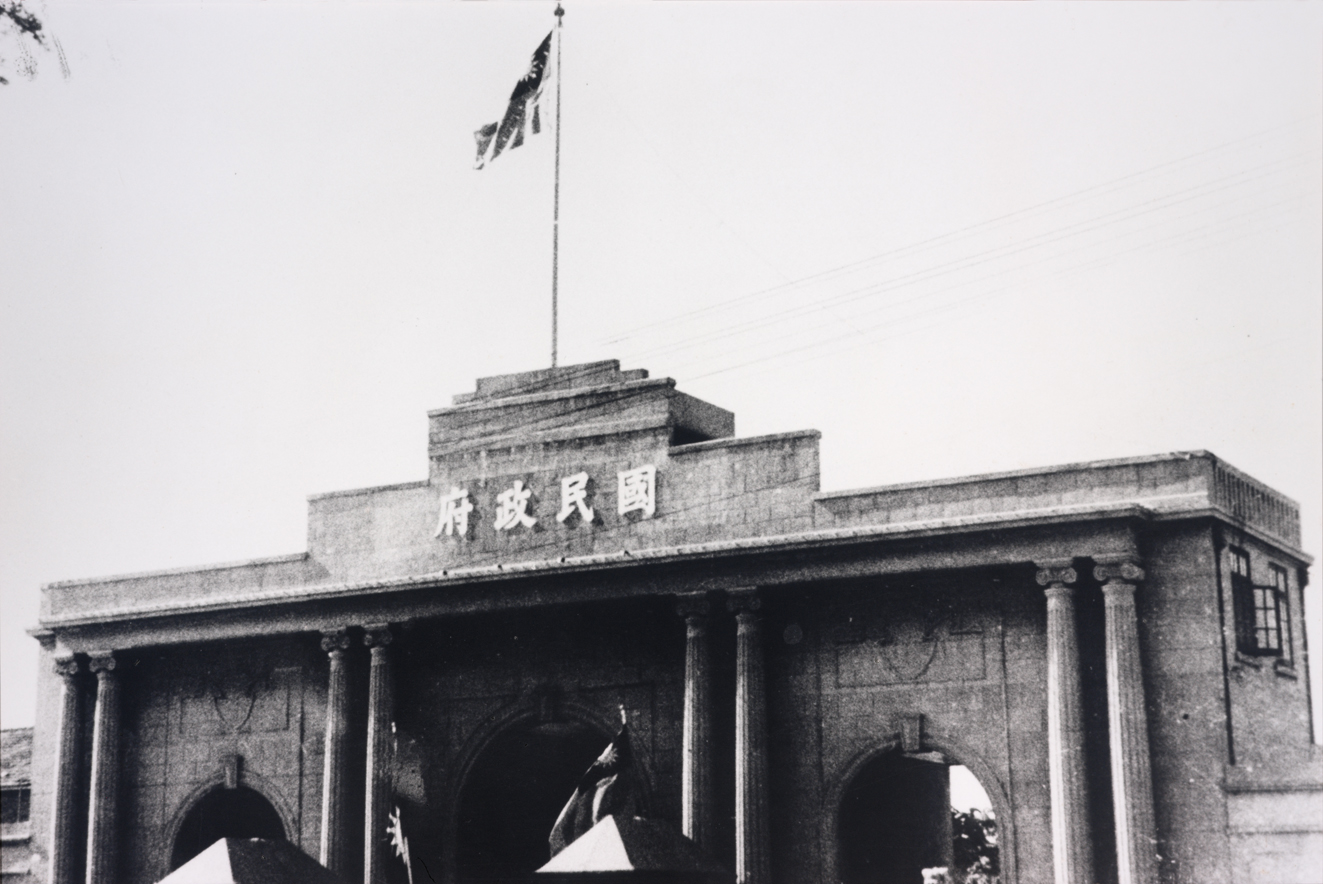
Центральное правительство в Нанкине, 1927 год

Гоминьдановский Северный поход происходил в условиях борьбы не только с внешним врагом, но и с внутренним. После того, как в 1927 году наступавшие с юга армии заняли города на Янцзы, 12 апреля 1927 года по приказу Чан Кайши в Шанхае были осуществлены антикоммунистические акции. Антикоммунистические акции произошли и в других городах страны. 18 апреля 1927 года Чан Кайши создал в Нанкине возглавленное им правительство, власть которого распространялась на четыре провинции: Цзянсу, Чжэцзян, Фуцзянь, Аньхой. В Ухане продолжалось сотрудничество левого крыла Гоминьдана с коммунистами. В первых числах апреля 1927 года Национальное правительство вновь возглавил Ван Цзинвэй. Территория Уханьского центра включала провинции Хунань, Хубэй, Цзянси.
15 июля 1927 года ЦИК Гоминьдана в Ухане принял решение о разрыве с КПК, однако это не привело к объединению уханьской группировки гоминьдана с нанкинской группой, позиции которой в это время усиливались. 20 июня 1927 года к нанкинскому Гоминьдану примкнула группировка «сишаньцев», имевшая влияние в Шанхае. Летом 1927 года власть нанкинского правительства признали милитаристы, правившие в провинциях Гуанси, Гуандун, Сычуань. Но Ухань оставался самостоятельным. Ван Цзинвэй даже претендовал на партийное главенство в гоминьдане.
12 августа 1927 года Чан Кайши подал в отставку и уехал в Японию. Пользуясь отсутствием Чан Кайши, против его союзников из провинции Гуанси осенью 1927 года выступил уханьский главнокомандующий Тан Шэнчжи, но его войска были разбиты, а войска гуансийских милитаристов заняли Ухань. Ван Цзинвэй и его сторонники перебазировались в Гуанчжоу. В ноябре 1927 года Чан Кайши вернулся из Японии в Китай. В декабре он был назначен главнокомандующим НРА. В феврале 1928 года IV Пленум ЦИК Гоминьдана учредил в Нанкине возглавленное Чан Кайши Национальное правительство Китая. Официальной столицей Китая стал Нанкин.
В апреле 1928 года НРА возобновила Северный поход, и в декабре 1928 года даже управлявший Маньчжурией Чжан Сюэлян признал нанкинское правительство. Успехи военного объединения Китая позволили ЦИК Гоминьдана к концу 1928 года заявить о завершении (в соответствии с программой Сунь Ятсена) военного этапа революции и о вступлении страны с начала 1929 года в период «политической опеки», рассчитанной на шесть лет. ЦИК Гоминьдана принял «Программу политической опеки» и «Органический закон национального правительства». На период опеки Гоминьдан объявил верховным органом власти в стране свой конгресс и ЦИК, которому непосредственно и подчинялось Национальное правительство. Однако это партийное правление складывалось в условиях непреодолённого раскола Гоминьдана и продолжавшейся междоусобной борьбы гоминьдановских генералов.

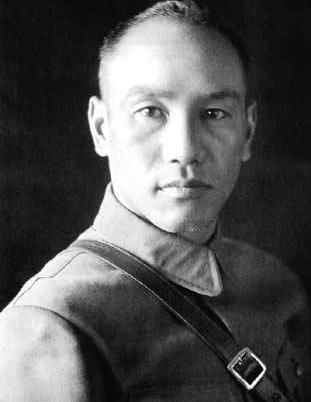
Чан Кайши в 1930-х годах

Пытаясь укрепить единство, Чан Кайши провёл в марте 1929 года III конгресс Гоминьдана, не получивший, однако, поддержки ряда группировок. Оппозиционные гоминьдановские группировки сомкнулись с мятежными генералами. В марте 1929 года поднял мятеж генерал Ли Цзунжэнь, но его выступление было подавлено карательными действиями Нанкинской группы войск. В сентябре в Центральном Китае восстал генерал Чжан Факуй, с которым удалось договориться. В октябре Нанкину пришлось проводить карательную экспедицию против поднявшего мятеж генерала Фэн Юйсяна. Ещё с рядом мятежников в различных районах страны также удалось договориться.
В результате смычки партийных оппозиционеров в лице возглавляемого Ван Цзинвэем «Движения за реорганизацию Гоминьдана» и недовольных милитаристов, лидером которых стал Янь Сишань, в 1930 году вспыхнула Война центральных равнин. В сентябре 1930 года в Пекине было образовано сепаратистское правительство во главе с Янь Сишанем, в состав которого вошли Ван Цзинвэй, Фэн Юйсян, Ли Цзунжэнь и др. Сепаратисты, однако, не выдвинули никакой конкретной политической и экономической программы кроме требования об усилении роли местных властей и, соответственно, уменьшения роли Гоминьдана на местах. Пекин был объявлен столицей Китая в противовес Нанкину. 18 сентября 1930 года Чжан Сюэлян неожиданно встал на сторону Чан Кайши, и занял Бэйпин (Пекин) и Тяньцзинь. В октябре 1930 года войска центрального правительства нанесли поражение Фэн Юйсяну. С мятежом «старых милитаристов» было покончено.
С начала 1931 года центром объединения враждебных Нанкину сил вновь стал Гуанчжоу. Гуандунского генерала Чэнь Цзитана и гуансийских генералов Ли Цзунжэня и Бай Чунси поддержали реорганизационисты во главе с Ван Цзинвэем и Ху Ханьминем. Оппозиционеры провозгласили образование в Гуанчжоу параллельных ЦИК Гоминьдана и правительства. Назревал новый военный конфликт. Однако вторжение японских войск в Маньчжурию принципиально изменило политическую ситуацию, резко усилив тенденции к политическому и военному единству.
В ноябре 1931 года состоялся объединительный IV конгресс Гоминьдана. Результатом политического компромисса явилось образование в январе 1932 года нового Национального правительства, которое возглавил Ван Цзинвэй; за Чан Кайши остался пост главнокомандующего НРА. Постепенно милитаристские вотчины стали втягиваться в структуру государственной власти Гоминьдана, тем не менее объединения Китая в единую систему практически не произошло.

## Внешняя политика гоминьдановского правительства

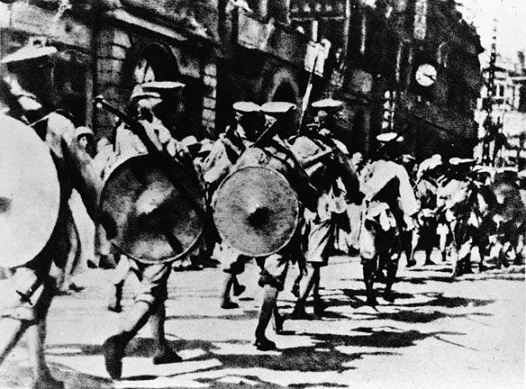
Солдаты Национально-революционной армии входят на территорию британской концессии в Ханькоу во время Северного похода

Уже в январе 1928 года Чан Кайши заявил о том, что внешняя политика Гоминьдана и Национального правительства будет определяться принципами, сформулированными ещё I конгрессом Гоминьдана, и будет направлена в первую очередь на скорейшую отмену неравноправных договоров и соглашений. Первыми из капиталистических государств, признавших нанкинское правительство, были США, это произошло 25 июля 1928 года. В декабре дипломатические отношения установила Великобритания. Японская империя рассматривала расширение гоминьдановской власти как угрозу собственным интересам в Китае, и пыталась воспрепятствовать продвижению НРА на север, поэтому Япония вынужденно признала нанкинское правительство лишь в январе 1929 года.
Начало ликвидации системы неравноправных договоров и соглашений было положено заявлением нанкинского правительства о восстановлении таможенной автономии и объявлением 7 декабря 1928 года новых тарифных ставок, вступавших в силу с 1 февраля 1929 года. Первыми это решение признали США, подписавшие в июле 1928 года с нанкинским правительством соответствующее соглашение, что в значительной мере предопределило успех этой акции китайских властей: вслед за США аналогичные соглашения подписали ещё 12 государств. Нанкинскому правительству путём переговоров удалось добиться возвращения Китаю 20 концессий из 33 имевшихся на его территории. Развивался процесс пересмотра неравноправных положений, имевшихся в договорах и соглашениях Китая с рядом государств, который был ускорен заявлением нанкинского правительства в мае 1931 года о намерении в одностороннем порядке отменить неравноправные договоры; однако японское вторжение в Маньчжурию заставило Китай временно отложить решение этой проблемы.
В результате конфликта на КВЖД СССР 17 июля 1929 года официально объявил о разрыве дипломатических отношений с Китаем. Подписание Хабаровского протокола не привело к восстановлению советско-китайских дипломатических отношений, так как в рамках политики ликвидации неравноправных договоров Нанкин настаивал на возвращении КВЖД Китаю. Ситуацию принципиально изменило лишь японское вторжение в Маньчжурию; 12 декабря 1932 года дипломатические и консульские отношения между Советским Союзом и Китайской республикой были восстановлены.
В 1930-х годах внешняя политика Китайской республики шла в условиях японской агрессии. Нанкинское правительство не пыталось оказывать вооружённого сопротивления, считая, что до тех пор, пока Китай полностью не объединится, а коммунистическое движение не будет подавлено, у него нет реальных сил для разгрома японских агрессоров; вместе с тем оно категорически отказывалось признавать японские захваты и притязания. Тем временем после захвата Маньчжурии с образованием там марионеточного государства Маньчжоу-го и попытки захвата Шанхая японцы в 1933 году захватили провинцию Жэхэ. После этого японцы захватили Внутреннюю Монголию и образовали там марионеточное государство Мэнцзян. Соглашение Хэ — Умэдзу привело к образованию в восточной части провинции Хэбэй Антикоммунистического автономного правительства Восточного Цзи, а на севере Китая был создан Хэбэйско-Чахарский политический совет.

## Социально-экономическая политика нанкинского правительства

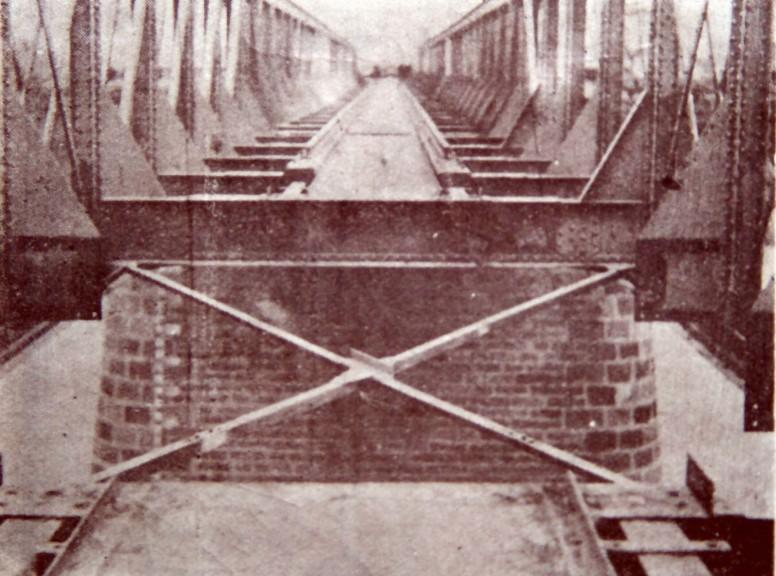
Пекин-Ханькоуская железная дорога

После прихода к власти партия Гоминьдан заявила о стремлении проводить социально-экономическую политику в духе учения Сунь Ятсена. Главной особенностью этой политики стала всё возрастающая роль государства в экономическом строительстве, что получило значительную поддержку китайской общественности.
В 1929 году был введён новый таможенный тариф, обеспечивший защиту китайского рынка. Впоследствии правительство ещё четырежды существенно повышало ввозные пошлины, особенно на потребительские товары. 17 мая 1930 года было принято решение о ликвидации лицзиня — налога, взимавшегося при пересечении внутренних административных границ.
В 1928 году был основан Центральный банк Китая, созданный исключительно на правительственные средства, без участия частного национального или иностранного капитала. Одновременно были превращены в смешанные путём внесения правительственного пая в капитал два старых банка — Банк Китая и Банк коммуникаций. Впоследствии правительство организовало Крестьянский банк. Эти банки стали важным правительственным рычагом воздействия на экономику страны, позволив постепенно пойти по пути реформирования денежной системы. В 1933 году была введена государственная монополия на изготовление монеты и запрещено хождение серебра в слитках (лянов). Однако в эти годы США ради укрепления доллара начали большие закупки серебра за рубежом, что нанесло огромный ущерб экономике Китая, и поэтому 3 ноября 1935 года была объявлена радикальная валютная реформа: с этого времени единственным законным платёжным средством становились банкноты правительственных банков, все остальные банки теряли право денежной эмиссии, их банкноты обменивались на банкноты Центрального банка, а их наличное серебро в монетах и слитках также подлежало обмену. Результатом денежной реформы стало укрепление положения национальной валюты и общая стабилизация китайского денежного рынка.
В 1931 году из руководителей госсектора был образован Национальный экономический совет; через два года в его руководящие органы вошла уже почти вся гоминьдановская верхушка. В 1933 году под эгидой Военного совета ЦИК Гоминьдана был создан Комитет национальных ресурсов для руководства строительством военной промышленности. В 1936 году был разработан трёхлетний «план строительства национальной экономики», намечавший развитие ряда стратегически важных отраслей. Были приняты дополнительные протекционистские меры, и в некоторых отраслях промышленности начался рост производства.
Через банки и подконтрольный правительству Национальный экономический совет и министерство промышленности с середины 1930-х годов началось принудительное образование синдикатов. В спичечной, цементной, угольной и других отраслях создавались объединения предприятий, которые устанавливали цены, квоты производства и сбыта. Контроль за добычей и сбытом некоторых полезных ископаемых и производством сельскохозяйственных культур взял на себя Комитет национальных ресурсов. Казна контролировала добычу вольфрама (на Китай приходилось 40 % его мировой добычи), сурьмы (70 % мировой добычи) и олова. В экспорте страны 10 % (по стоимости) составляло тунговое масло. Правительство попыталось поставить под свой контроль торговлю текстилем и зерном.
В связи с отсутствием реальной власти на местах нанкинское правительство ещё в 1928 году отказалось в пользу местных властей от сбора поземельного налога (важнейшего традиционного источника доходов китайских правительств), что породило большой произвол при его сборе и широкую практику присвоения собранных сумм. В 1933—1934 годах Чан Кайши объявил о начале движения «за реорганизацию деревни». Программа реорганизации предусматривала введение новой агротехники, расширение школ, сельского кредита, создание кооперативов и т. п. Проводилась эта программа прежде всего в провинциях, где разворачивалась повстанческая борьба, и была направлена на то, чтобы перетянуть крестьян на свою сторону, противодействовать политике перестройки деревни, проводимой коммунистической партией в Советских районах. В 1936 году вступил в силу принятый ещё в 1930 году Аграрный закон, а также другие законодательные акты, которые декларировали ограничение арендной платы до 37,5 % собранного арендатором урожая, защиту интересов арендатора, административное регулирование отношений землевладельца и арендатора, право на создание крестьянских союзов, установление потолка землевладения, прогрессивное налогообложение на излишки земли и т. п. Однако даже такая программа медленно аграрно-капиталистической эволюции проводилась в жизнь с трудом. В результате Гоминьдан не сумел получить активной поддержки ни господствующих слоёв деревни, ни простых тружеников. Тем не менее в памяти крестьянства это десятилетие осталось как относительно благополучное, а благодаря принятым протекционистским мерам за первую половину 1930-х годов экспорт чая вырос в 8 раз, шёлка-сырца — в 2 раза, а производство хлопка увеличилось в 2,5 раза.

## Война с советским движением

Великий поход китайских коммунистов

Прошедший в Ухане с 27 апреля по 11 мая 1927 года V съезд КПК неоправданно оптимистично оценил сложившееся в стране в результате Северного похода и наступившего раскола Гоминьдана положение, и попытался подтолкнуть уханьскую группировку Гоминьдана к углублению революции, а крестьянские союзы на местах — к борьбе за снижение арендной платы за землю. Однако уханьская группировка Гоминьдана отказалась от союза с коммунистами, и многие генералы НРА, объединившись с богатыми землевладельцами, начали наносить удары по коммунистам и крестьянским союзам. Окончательное размежевание между КПК и Гоминьданом наступило летом-осенью.
В августе 1927 года произошло Наньчанское восстание, в результате которого некоторые воинские части НРА перешли на сторону коммунистов. С августа по декабрь 1927 года в разных местах Китая под влиянием коммунистов прошли разрозненные крестьянские восстания. В связи с тем, что Гоминьдан ещё не имел прочной базы на местах, коммунисты сумели укрепиться в некоторых периферийных районах, образовав устойчивые Советские районы. К 1931 году в Китае существовало около 10 советских районов с населением в несколько миллионов человек. По рекомендации ИККИ и решению 4-го пленума ЦК 11 сентября 1931 года была официально учреждена Китайская Советская Республика.
Уже в 1930 году нанкинское правительство предприняло Первые карательные экспедиции против Советских районов, однако они были отбиты китайской Красной армией. Вторые и третьи карательные экспедиции также не принесли успеха. Обострение борьбы между Нанкином и южными милитаристами, а также прочими оживившимися сепаратистами, вынудили Чан Кайши приостановить боевые действия против коммунистов и перебросить войска в другие места, однако по их завершении состоялись Четвёртые карательные экспедиции, к участию в которых были привлечены войска милитаристов Юго-Западного Китая, однако они также были отбиты китайской Красной армией.
Германо-китайское сотрудничество привело к появлению у Чан Кайши немецких военных советников, которые предложили ему перейти к «войне блокгаузов» и ввести полную экономическую блокаду Советских районов. Смена тактики принесла плоды, и Центральный советский район оказался в очень тяжёлой ситуации. В сентябре 1934 года руководство коммунистов приняло решение выходить из окружения в район, свободный от укреплений противника. В результате в октябре 1934 года начался Великий поход китайских коммунистов. Преследуя уходящих от них коммунистов, войска Чан Кайши получили легальный повод войти на территорию, контролируемую южными и юго-западными милитаристами.
Уходя от войск Чан Кайши, коммунисты прошли по южным и западным провинциям Китая. По пути в их колонну вливались войска из других советских районов. В итоге те, кто выдержал этот путь, в октябре 1936 года пришли в Шэньси-Ганьсу-Нинсяский советский район, ставший впоследствии известным как Особый район. 4 декабря 1936 года Чан Кайши, прибыв в Сиань, приказал Чжан Сюэляну и Ян Хучэну атаковать Особый район, однако вместо этого они 12 декабря арестовали самого Чан Кайши и потребовали от него немедленного прекращения гражданской войны ради объединения всех патриотических сил Китая на борьбу с Японией. Во время переговоров Чан Кайши обнаружил, что ряд членов нанкинского правительства будут не против того, чтобы его убили, если при этом удастся укрепить личную власть. Это подтолкнуло его к принятию условий пленителей, и 22 декабря он получил свободу. Результатом Сианьского инцидента стало воссоздание Объединённого фронта Гоминьдана и КПК.